# Boerenvlechting

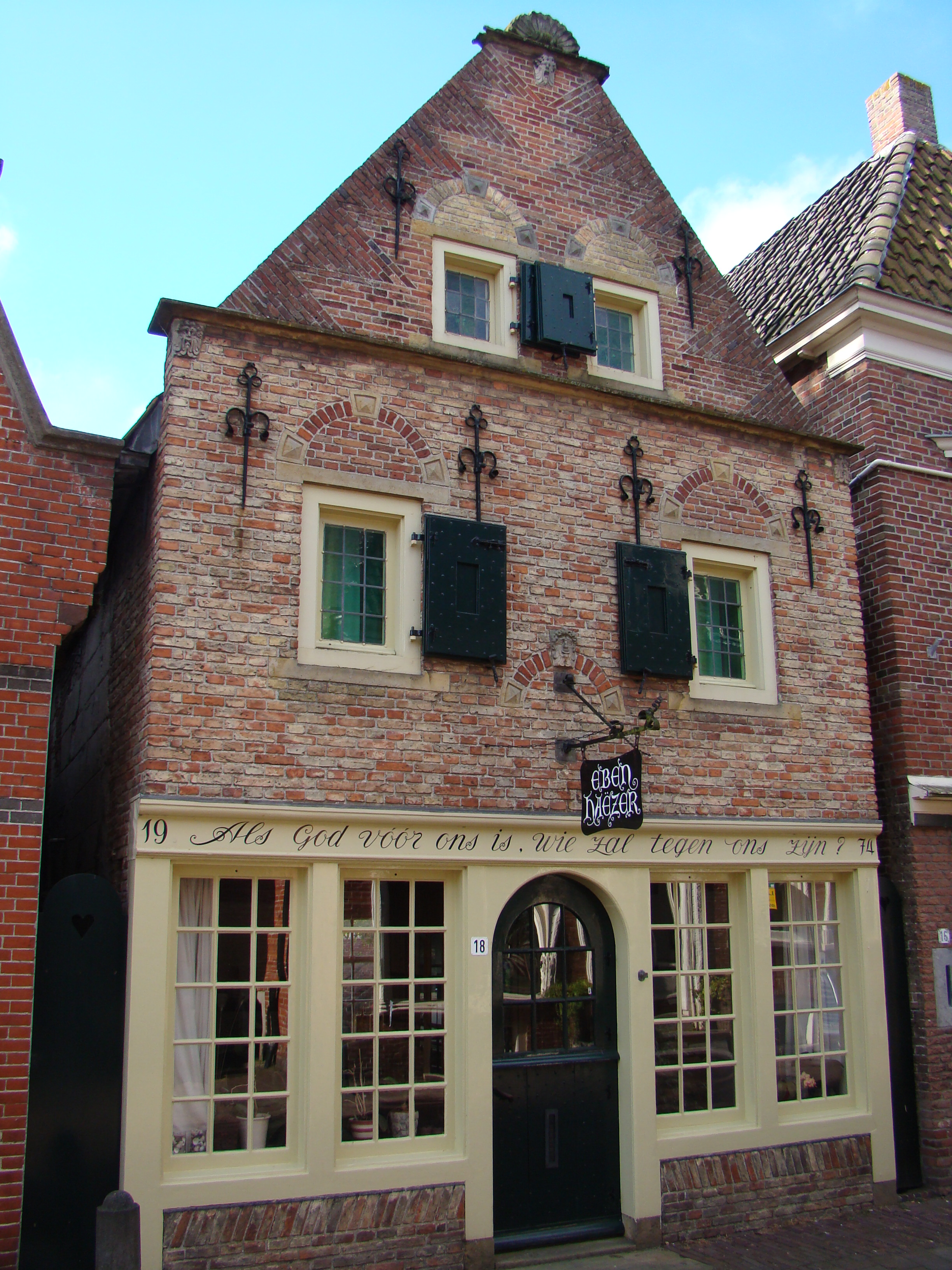
Pand met vlechtingen

Een boerenvlechting (ook wel boerenvlechtwerk, boerenvlecht en vlechting genoemd) is in de bouwkunde een bepaald soort gemetselde muurafdekking die vooral langs schuine bovenzijdes van gevels te vinden is. 
Meerdere lagen metselwerk zijn haaks op de schuine muurrand aangebracht in een wigvormig inzetstuk, de zogeheten beitel, beiteling of tand. De aansluitende, meestal gelijkvormig uitgevoerde, beitels als geheel in de muurrand, wordt de boerenvlechting genoemd. Deze heeft als doel de rand af te dekken en te verstevigen. De vlechting kan worden gezien als een bijzondere vorm van een rollaag. 
Boerenvlechtingen zijn met name bij oude gebouwen terug te vinden en uitgevoerd in baksteen. Geveltypes met een schuine muurrand die zich kunnen lenen voor een boerenvlechting zijn onder meer de puntgevel en de tuitgevel.

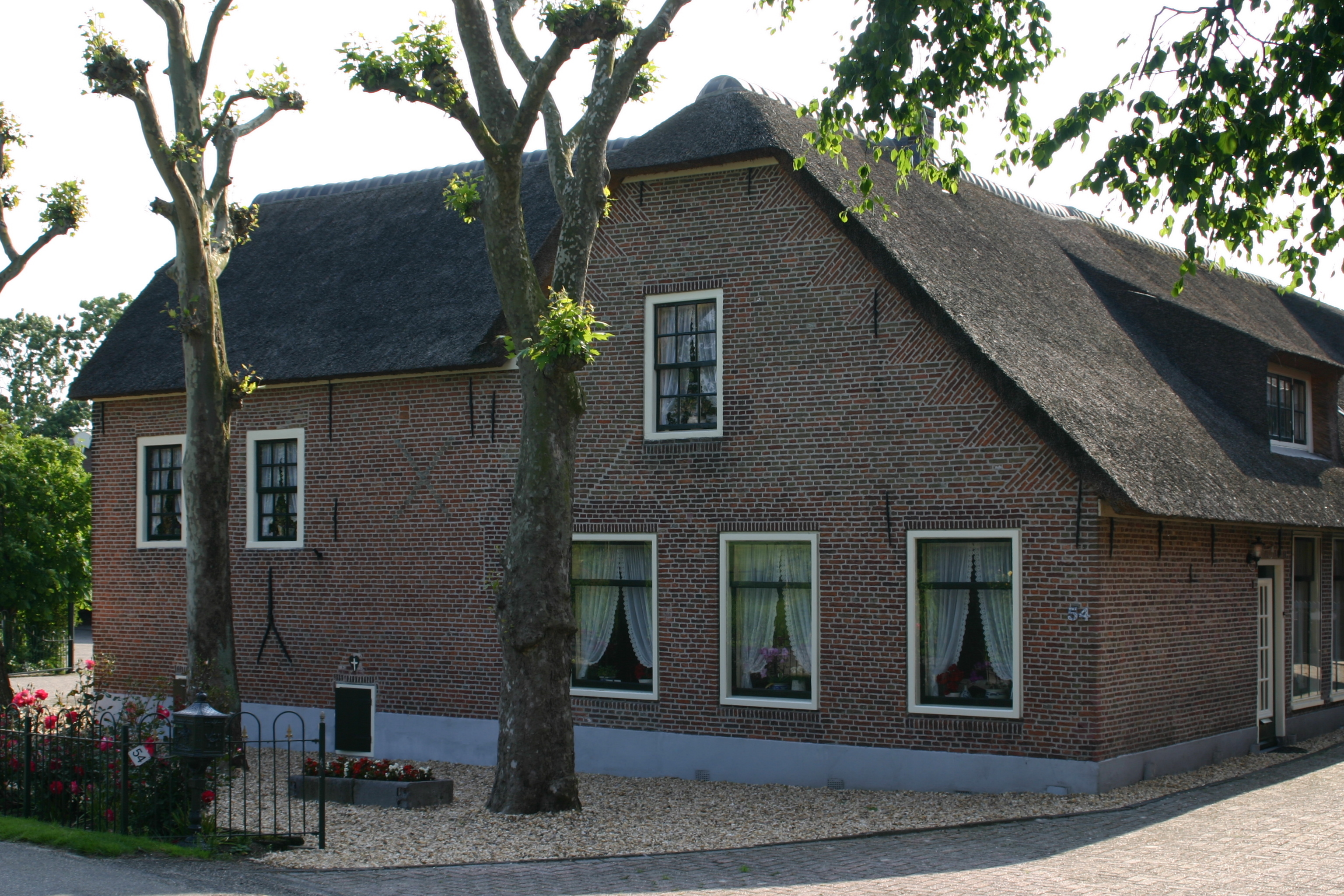
Boerderij met boerenvlechtingen
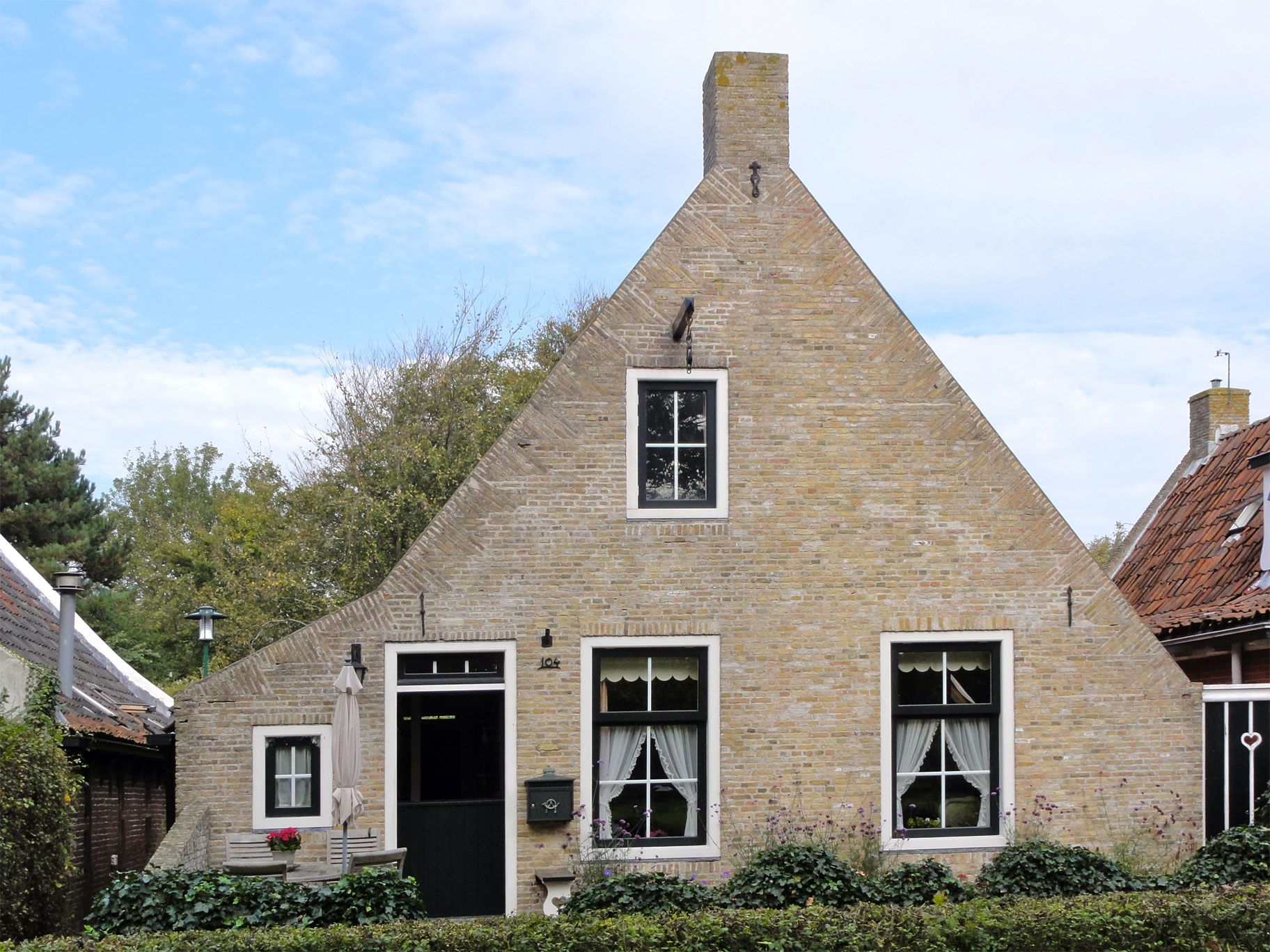
Woonhuis op Schiermonnikoog
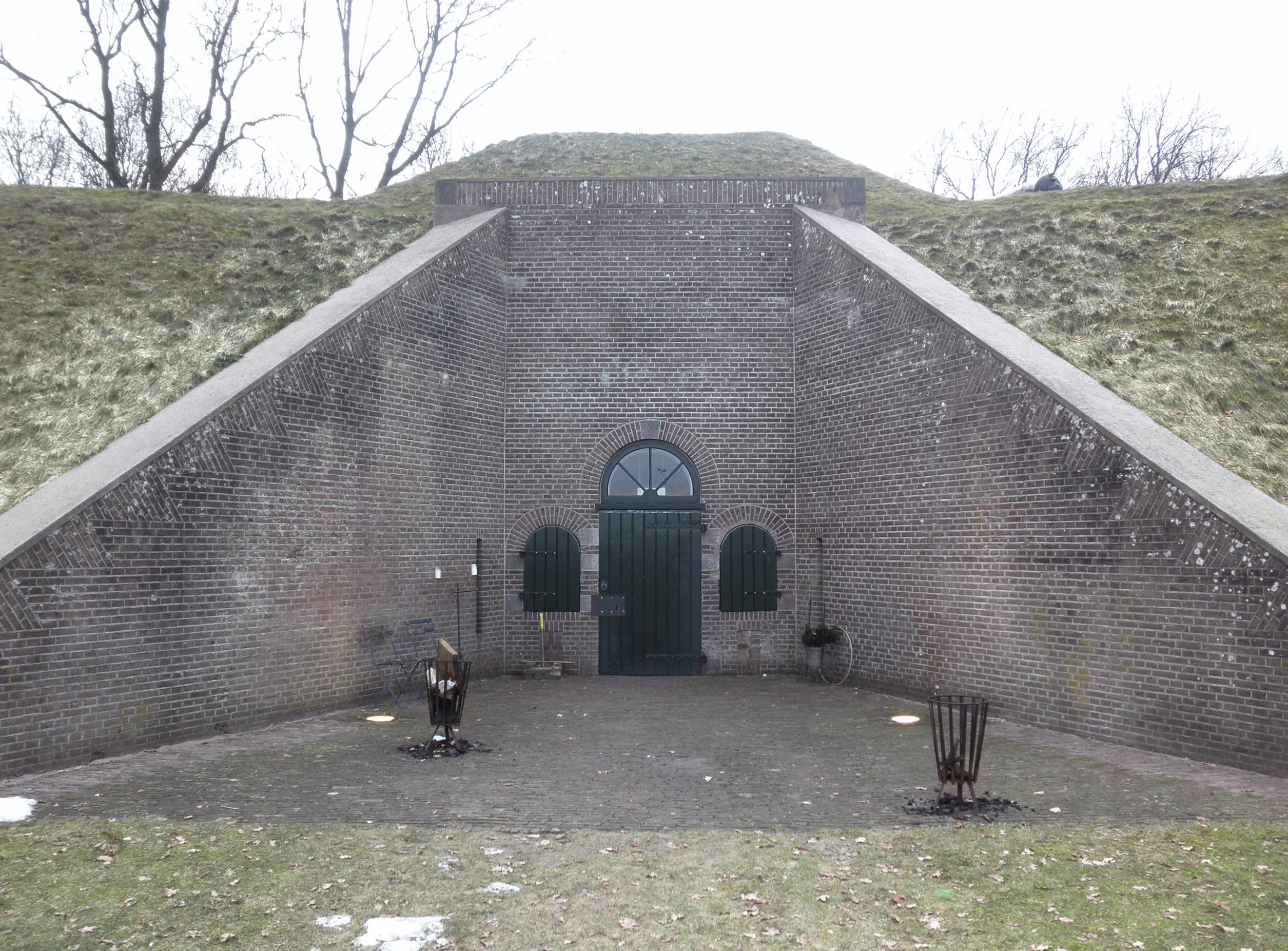
Militair fort met vlechtingen (Fort Werk 4)
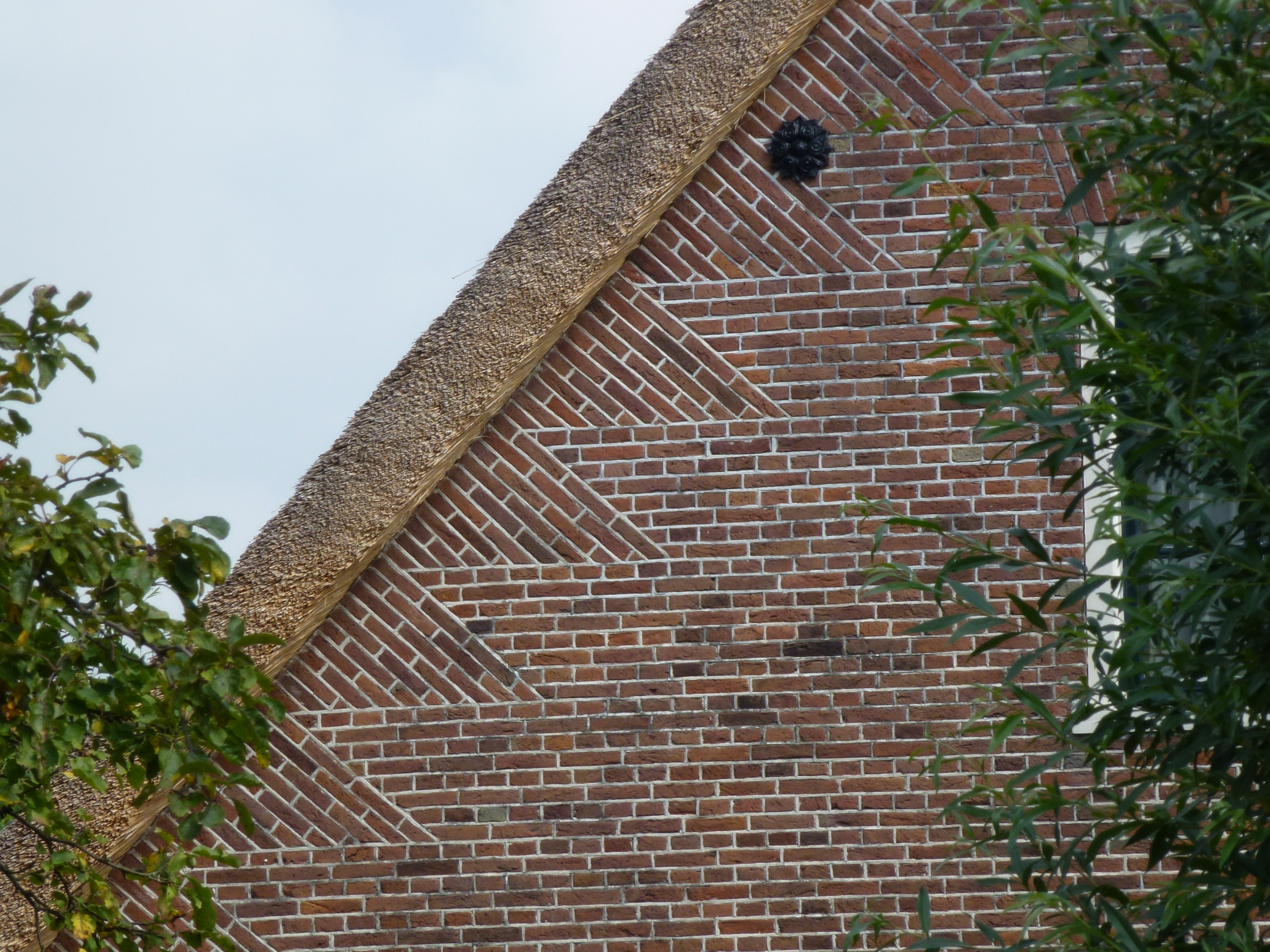
Vlechtingen in een gevel van een boerderij in Reeuwijk (gemeente)